# Як мухи на мед
Як мухи на мед (англ. There's Always Vanilla) — американська комедія 1971 року.

## Сюжет
Молодий чоловік Кріс Бредлі, після декількох років випадкових заробітків, повертається у своє рідне місто Пітсбург. Він не бажає продовжувати сімейний бізнес з виробництва продуктів дитячого харчування, і взагалі працювати. Кріс зустрічається з Лінн, жінкою яка трохи старша за нього. Вона працює моделлю в місцевій телевізійній компанії. Лінн підтримує Кріса матеріально і емоційно, але через небажану вагітність у них виникають проблеми.

## У ролях
| Актор            | Роль             |
| ---------------- | ---------------- |
| Реймонд Лейн     | Кріс Бредлі      |
| Джудіт Рідлі     | Лінн Гарріс      |
| Джоанна Лоуренс  | Террі Терріфік   |
| Річард Річчі     | Майкл Доріан     |
| Роджер Макговерн | містер Бредлі    |
| Рон Джей         | Фокс             |
| Боб Вілсон       | адміністратор ТБ |
| Луїза Сейшен     | Саманта          |
| Крістофер Пріорі | містер Манспікер |
| Роберт Троу      | Ральф            |